# Association internationale antimilitariste
Pour les articles homonymes, voir AIA.
L’Association internationale antimilitariste (AIA) est une organisation « antimilitariste révolutionnaire » fondée le 28 juin 1904 à la suite du Congrès antimilitariste d'Amsterdam convoqué à l'initiative de l'anarchiste Ferdinand Domela Nieuwenhuis. Sa devise est : « Pas un homme, pas un sou pour le militarisme ».
Elle prolonge, en France, l'action de la Ligue antimilitariste fondée en 1902.

## Organisation et activité
Sise dans un local de la CGT, 33 rue de la Grange-aux-Belles à Paris, elle élit comme secrétaire général Georges Yvetot, qui est également secrétaire de la Fédération des Bourses du travail. La section française de l'AIA est la Ligue antimilitariste créée en décembre 1902.
L'AIA aurait compté 93 sections et 5 500 adhérents. Elle organise un congrès national en France à Saint-Étienne, du 14 au 16 juillet 1905, auquel se rend notamment Gustave Hervé.
Les statuts de l'AIA n'évoquent pas l'« anarchisme », mais seulement l'« antimilitarisme révolutionnaire » et préconisent, à plus ou moins court terme, l'« action insurrectionnelle » comme moyen d'action : « A l'ordre de mobilisation vous répondrez par la grève immédiate et l'insurrection » . Les cadres de l'association sont toutefois tous anarchistes ou syndicalistes révolutionnaires,.

## «Appel aux conscrits»

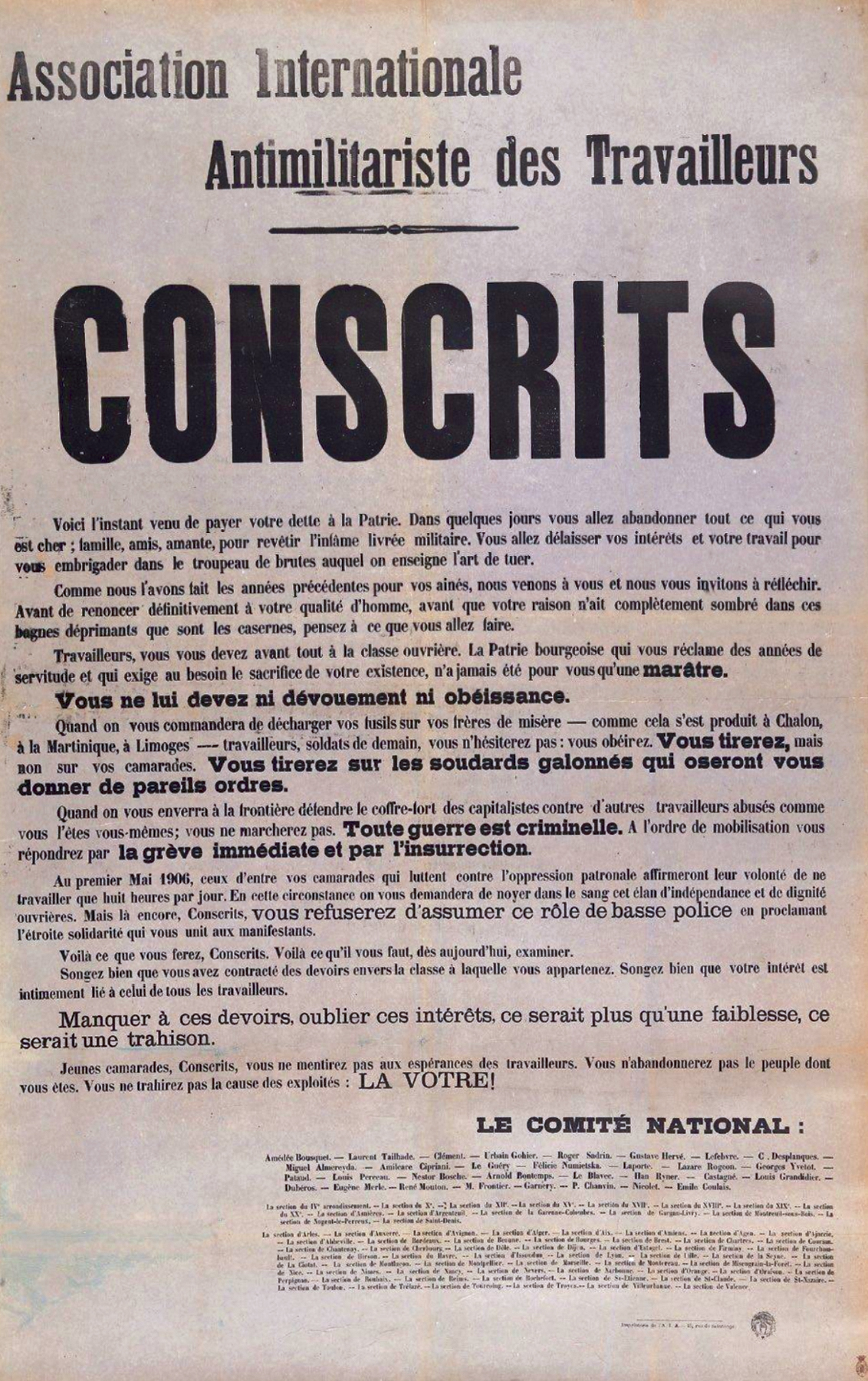
Affiche de l'appel aux conscrits, tirage daté par la BNF de 1906.

En octobre 1905, une affiche de l’Association internationale antimilitariste intitulée « Appel aux conscrits » est placardée sur les murs de Paris. Le texte, violemment antimilitariste et antipatriote, appelle les conscrits à tourner leurs fusils vers les « soudards galonnés » plutôt que vers les grévistes, et appelle à la « grève immédiate » et à l’« insurrection » au jour d’une éventuelle déclaration de guerre.
L’affiche est signée de 31 noms dont Miguel Almereyda, Victor Camus, Amilcare Cipriani, Émile Coulais, Charles Desplanques, Auguste Garnery, Louis Grandidier, Jules Le Guéry, Eugène Merle, Félicie Numietska, Émile Pataud, Louis Perceau, Lazare Rogeon, Han Ryner, Roger Sadrin, Laurent Tailhade et Georges Yvetot.
Vingt-huit des signataires (Han Ryner, Lefèvre et Laurent Tailhade ne sont pas poursuivis) sont inculpés. 
À l'issue du procès qui se déroule du 26 au 30 décembre 1905, deux prévenus sont acquittés et les 26 autres condamnés chacun à 100 francs d’amende et à des peines de prison allant de 6 mois à 4 ans de prison.
D'autres affiches sont publiées en 1906 et 1907, sous Clemenceau, mais l'AIA est en voie de dislocation. En mars 1908, elle tente de se restructurer, avec comme secrétaire G. Durupt, mais ne réussit guère à coordonner l'action antimilitariste des différents groupes qui lui sont associés.